# Трукшин, Виталий Яковлевич
Вита́лий Я́ковлевич Трукши́н (10 июля 1949, Вильнюс, Литовская ССР, СССР) — советский гребец-байдарочник, выступал за сборную СССР в середине 1970-х годов. Чемпион мира и Европы, многократный победитель всесоюзных первенств. На соревнованиях представлял спортивное общество «Динамо», заслуженный мастер спорта СССР (1973).

## Биография
Родился 10 июля 1949 года в Вильнюсе, Литовская ССР.
Активно заниматься греблей начал в раннем детстве, проходил подготовку на местной гребной базе, позже присоединился к добровольному спортивному обществу «Динамо». Впервые вошёл в основной состав советской национальной сборной в 1973 году, выиграв несколько медалей в зачёте национального первенства. Благодаря череде удачных выступлений удостоился права защищать честь страны на чемпионате мира в финском городе Тампере, с одиночной байдаркой добыл серебряную медаль на полукилометровой дистанции, тогда как в эстафете 4 × 500 м завоевал золото. За это достижение по итогам сезона удостоен почётного звания «Заслуженный мастер спорта СССР».
В 1974 году с одноместной байдаркой Трукшин стал чемпионом Советского Союза в гонке на 500 метров, при этом на мировом первенстве в Мехико взял серебро в эстафете. Год спустя выиграл всесоюзное первенство среди одиночек на дистанции 1000 метров. Далее в течение нескольких лет он не попадал в основной состав национальной команды и не участвовал в крупных международных регатах, однако в 1978 году вновь вернулся в элиту мировой гребли: с байдаркой-одиночкой стал лучшим на чемпионате СССР в километровом заплыве, а затем в той же дисциплине получил бронзу на первенстве мира в Белграде.
После завершения спортивной карьеры окончил Каунасский государственный институт физической культуры, впоследствии работал преподавателем.